# 웬디 달링
웬디 달링(영어: Wendy Darling)은 제임스 매슈 배리의 소설 《피터 팬》의 등장인물이다. 피터 팬의 손에 이끌려 동생들과 함께 네버랜드로 향하여 모험을 하게 되며, 결말에서는 다시 현실로 돌아와 나이를 먹게 된다.
1991년작 영화 《후크》에서는 매기 스미스 여사가 연기했다. 1953년작 디즈니 컴퍼니 애니메이션 영화 《피터 팬》에서는 캐스린 보몬트가 성우를 맡았다.

## 담당 배우

### 영화
- 후크(1991) - 매기 스미스
- 피터 팬(2003) - 레이철 허드우드
- 피터 팬 & 웬디(2023) - 에버 앤더슨

### TV 드라마
- 원스 어폰 어 타임 - 프리야 팅글리

## 담당 성우

### TV 애니메이션
- 피터 팬(1953) - 캐스린 보몬트
  - 피터 팬 2: 리턴 투 네버랜드(2002) - 캐스 수시
  - 팅커벨(2008) - 아메리카 영